# Straftaten gegen die körperliche Unversehrtheit
Die Straftaten gegen die körperliche Unversehrtheit bezeichnen die §§ 223–231 des deutschen Strafgesetzbuches (17. Abschnitt des Besonderen Teils des Strafgesetzbuches). Der Begriff Körperverletzungsdelikt ist damit nicht identisch, da dieser die Einwilligung (§ 228 StGB), den Strafantrag (§ 230 StGB) sowie die Beteiligung an einer Schlägerei (§ 231 StGB) ausschließt.
Geschützt wird durch die Tatbestände das Rechtsgut der körperlichen Unversehrtheit des Menschen.

## Tatbestände
- § 223 – Körperverletzung
- § 224 – Gefährliche Körperverletzung
- § 225 – Misshandlung von Schutzbefohlenen
- § 226 – Schwere Körperverletzung
- § 226a – Verstümmelung weiblicher Genitalien
- § 227 – Körperverletzung mit Todesfolge
- § 228 – Einwilligung
- § 229 – Fahrlässige Körperverletzung
- § 230 – Strafantrag
- § 231 – Beteiligung an einer Schlägerei